# 仙客来蒲儿根
仙客来蒲儿根（学名：Sinosenecio cyclaminifolius）是菊科蒲儿根属的植物，为中国的特有植物。分布于中国大陆的四川等地，生长于海拔1,300米至1,850米的地区，一般生于草地和岩石处，目前尚未由人工引种栽培。

## 异名
- Senecio cyclaminifolius Franch.
- Sinosenecio cyclaminifolius Franch.